# Justinas Švėgžda
Justinas Švėgžda (* 21. April 1996 in Šiauliai) ist ein litauischer Politiker, seit April 2023 Vizebürgermeister der Stadtgemeinde Šiauliai.

## Leben
Er lernte am Simonas-Daukantas-Gymnasium Šiauliai und war dort als Mitglied des Schülerparlaments aktiv. Mit 16 und 17 Jahren arbeitete er zwei Sommersaisons in einem Werk und dann als Tischler, um das Geld für das Studium zu verdienen. Nach dem Abitur am Julius-Janonis-Gymnasium Šiauliai studierte Justinas Švėgžda im Herbst 2015 die Wirtschaftswissenschaft an der Universität Vilnius in der litauischen Hauptstadt Vilnius. Nach drei Monaten brach er aber das Studium ab. Aufgrund der Unzufriedenheit mit der Qualität des Hochschulstudiums schrieb er einen öffentlichen Brief an die damalige Bildungsministerin Audronė Pitrėnienė. Der Brief fand großen Anklang. Švėgžda wurde von Radio und Fernsehen zu Interviews und schließlich von der Ministerin selbst zum Gespräch eingeladen. Von 2016 bis 2019 absolvierte er das Bachelorstudium internationale Beziehungen an der Universität Roskilde in Dänemark. Mai 2019  finanzierte seine Universität die Bildungsreise nach Shanghai (China), wo er am Polarkreisforum teilnahm und seine Abschlussarbeit über Chinas Arktis-Diplomatie schrieb. Švėgžda lernte auch an der Sommerschule der Universität Kopenhagen. Von 2019 bis  2021 absolvierte er das Masterstudium Entwicklungsmanagement an der  Universität Agder in Agder, Norwegen.
Von September 2019 bis 2023 war Švėgžda Berater des Bürgermeisters und seit 2023 ist er Vizebürgermeister von Šiauliai, Stellvertreter des Bürgermeisters Artūras Visockas. Švėgžda ist Ratsmitglied  für Jugendfragen und befasst sich mit jugendpolitischen Fragen und macht Vorschläge zur Jugendpolitik, ihrer Umsetzung. Außerdem ist er Koordinator des sogenannten Bürgerhaushalts, wobei man gemeinsam mit der Gemeinde Šiauliai über die Verwendung öffentlicher Mittel entscheidet, wenn die Bürger selbst  Ideen vorschlagen und über die günstigsten abstimmen. Švėgžda war als Freiwilliger in den letzten Jahren vor Kommunalwahl 2023 aktiv.
Seit September 2022 ist er Vorstandsmitglied der Wählergruppe Politinis komitetas Nepartinis sąrašas „Dirbame miestui“.

## Familie
Sein Vater ist Tischler. Seine Mutter arbeitet als Pflegehelferin in der Frauenklinik. Justinas hat noch einen Bruder.
Justinas Švėgžda ist ledig.